# Высота 88,5
«Высота 88,5» — советский агитпропфильм (другое название — «Как это будет»).

Вышел на экраны 1 мая 1932 года.

## Сюжет
Действие фильма разворачивается в обстановке возможной войны. Утро в пограничном колхозе Подгай. Самолёт сбрасывает листовки с сообщением о начале войны, объявляется мобилизация. Председатель колхоза Волков организует сбор мужчин на призывной пункт, сдачу зерна государству, распоряжается спрятать скот в лесу. Членам
сельской ячейки Осоавиахима раздают оружие и противогазы. Комсомольцы-осоавиахимовцы расклеивают на стенах домов опустевшей деревни призывы к солдатам-интервентам — обманутым пролетариям. Ночью части Красной Армии переходят в наступление. Преследуя врага, бойцы Н-ской стрелковой дивизии теряют связь с флангами и тылом и оказываются в окружении. Для восстановления связи штаб корпуса посылает самолёт, на выручку окруженцам спешат моторизованный и кавалерийский полки. Самолёт сбит врагом. Осоавиахимовцы, свидетели воздушного боя, обнаруживают в планшете погибшего лётчика донесение командира окружённой дивизии и карту. Волков отправляет их с пастухом Янкой навстречу Красной Армии. Вредители-кулаки с хутора поджигают лес. Пока Волков помогает красноармейцам найти обходные пути, колхозники организуют оборону переправ. В это время окружённые части ведут тяжёлые бои. Место убитых бойцов занимают осоавиахимовцы. Вредитель-хуторянин рвёт телефонный кабель. Янка вступает с ним в схватку. Предатель убит. Связь восстановлена. Кольцо окружения прорвано. Осоавиахимовцы организуют вывоз раненых. В поисках транспортных средств они разоблачают второго кулака-вредителя, который портил подводы, украл и спрятал пулемёт с подбитого самолета. Комкор благодарит подгайскую ячейку Осоавиахима за оказанную помощь. Наступление Красной Армии продолжается.

## В ролях
- Иван Клюквин — комдив
- Владимир Уральский — Павлов
- Андрей Апсолон
- Н. Прозоровский

## Съёмочная группа
- Авторы сценария: Ю. Берман, Б. Верховский
- Режиссёр: Юрий Тарич
- Операторы: Г. Максимов, Иван Тихомиров
- Художник: Исаак Махлис

## Интересные факты
- Один из первых советских фильмов на оборонную тематику.
- В съёмках приняли участие настоящие воинские соединения.

## Технические данные
- Чёрно-белый, немой
- 7 частей.